# Жердянська сільська рада
Же́рдянська сільська́ ра́да — колишня адміністративно-територіальна одиниця та орган місцевого самоврядування в Чемеровецькому районі Хмельницької області. Адміністративний центр — село Жердя.

## Загальні відомості
- Територія ради: 3,571 км²
- Населення ради: 1 626 осіб (станом на 2001 рік)
- Територією ради протікає річка Чорнушка

## Населені пункти
Сільській раді були підпорядковані населені пункти:
- с. Жердя

## Склад ради
Рада складалася з 16 депутатів та голови.
- Голова ради: Шкоропата Віктор Олександрович
- Секретар ради: Тетерук Галина Володимирівна

### Керівний склад попередніх скликань
Примітка: таблиця складена за даними сайту Верховної Ради України

### Депутати
За результатами місцевих виборів 2010 року депутатами ради стали:

#### За суб'єктами висування
| Суб'єкт висування | Кількість обраних депутатів | %    |
| ----------------- | --------------------------- | ---- |
| Самовисування     | 14                          | 87,5 |
| Народна партія    | 2                           | 12,5 |

#### За округами
| № округу       | Прізвище, ім'я, по батькові       | Дата визнання обраним | Освіта  | Партійна приналежність | Відомості про обраного депутата                                |
| -------------- | --------------------------------- | --------------------- | ------- | ---------------------- | -------------------------------------------------------------- |
| Народна Партія |                                   |                       |         |                        |                                                                |
| 5              | Пасяк Анжела Анатоліївна          | 03.11.2010            | вища    | позапартійна           | Жердянська сільська рада, землевпорядник                       |
| 14             | Тетерук Галина Володимирівна      | 03.11.2010            | вища    | позапартійна           | Жердянська сільська рада, секретар                             |
| Самовисування  |                                   |                       |         |                        |                                                                |
| 1              | Павлунишен Олександр Федорович    | 03.11.2010            | вища    | позапартійний          | пенсіонер                                                      |
| 2              | Севастянова Наталія Володимирівна | 03.11.2010            | вища    | позапартійна           | Жердянська загальноосвітня школа І-ІІ ст., педагог-організатор |
| 3              | Приймак Тетяна Вікторівна         | 03.11.2010            | вища    | позапартійна           | Жердянська загальноосвітня школа І-ІІ ст., вчитель             |
| 4              | Намок Ольга Іванівна              | 03.11.2010            | вища    | позапартійна           | Жердянський дитячий садок, вихователь                          |
| 6              | Гроцька Валентина Василівна       | 03.11.2010            | вища    | позапартійна           | пенсіонер                                                      |
| 7              | Кузик Ольга Дмитрівна             | 03.11.2010            | вища    | позапартійна           | Жердянський дитячий садок, вихователь                          |
| 8              | Петелько Ольга Олександрівна      | 03.11.2010            | середня | позапартійна           | Жердянський відділ зв'язку, листоноша                          |
| 9              | Василинчук Сергій Олександрович   | 03.11.2010            | вища    | позапартійний          | Степанівське навчально-виховне об'єднання І-ІІ ст., вчитель    |
| 10             | Богдан Галина Вікторівна          | 03.11.2010            | вища    | позапартійна           | Жердянська загальноосвітня школа І-ІІ ст., директор            |
| 11             | Романюк Тетяна Миколаївна         | 03.11.2010            | вища    | позапартійна           | Жердянська загальноосвітня школа І-ІІ ст., заступник директора |
| 12             | Бадик Оксана Василівна            | 03.11.2010            | вища    | позапартійна           | приватний підприємець                                          |
| 13             | Макодзьоб Михайло Броніславович   | 03.11.2010            | середня | позапартійний          | тимчасово не працює                                            |
| 15             | Концунтейло Ольга Олександрівна   | 03.11.2010            | вища    | позапартійна           | приватний підприємець                                          |
| 16             | Звездюк Тетяна Василівна          | 03.11.2010            | вища    | позапартійна           | Жердянська амбулаторія сімейної медицини, медична сестра       |